# Conan barbarin (1982.)
Conan barbarin (eng. Conan the Barbarian) američki je fantastični pustolovni film Johna Miliusa iz 1982. godine, koji govori o odrastanju Conana Cimmerijanca u mističnom svijetu mačeva i čarobnjaštva. Film, koji je približna adaptacija istoimenog stripa Roberta E. Howarda, režirao je John Milius. "Conan" je proslavio Arnolda Schwarzeneggera i postao poprilično uspješan, polučivši nastavak.

## Uloge
| Glumac/glumica        | Lik                     |
| --------------------- | ----------------------- |
| Arnold Schwarzenegger | Conan                   |
| Sandahl Bergman       | Valeria                 |
| Gerry Lopez           | Subotai                 |
| James Earl Jones      | Thulsa Doom             |
| Mako                  | Čarobnjak (pripovjedač) |
| Max von Sydow         | Kralj Osric             |

## Radnja
Brončano doba. Dječak Conan biva svjedokom ubojstva svojih roditelja jedne zime od tajnovitog Thulsa Dooma koji je sa svojom vojskom napao njegovo selo kako bi našao čelik. Conan biva prodan u roblje i poslan da vrti kolo jednog ogromnog kotača. Godine prolaze i dok su svi ostali robovi umrli, Conan je ostao jedini živ i odrastao u snažnog čovjeka. Tada biva kupljen i zaposlen kao gladijator, ali mu vlasnik pokloni slobodu. Po prvi put on se mora osloniti na svoje instinkte kako bi opstao te upozna i sprijatelji se s nomadom Subotaijom i plavokosom Valerijom. U jednom gradu naiđe na hram u kojemu se štuje kult zmija, a na čijem je čelu upravo – Thulsa Doom. Trio opljačka hram i biva odveden u dvor kralja Osrica koji im da hrpu zlatnika i dragulja samo da mu nađu kćerku koja se okrenula kultu zmija. Na njihovo čuđenje Osric im odgovori; „Dođe vrijeme, lopove, kada dragulji prestanu sjati, kada zlato izgubi svoju draž i kada dvorska soba postane zatvor, a sve što je ostalo je očeva ljubav za svoje dijete“. Na njihovom putu Conan se zaljubi u Valeriju, no ona pogiba. Ipak, konačno nađe hram u kojem Thulsa Doom vodi svoj kult. Kada ga je konačno sreo, Doom mu je odgovorio; „Moje dijete, došao si k meni moj sine. Jer tko je tvoj otac ako to nisam ja? Ja sam izvor iz kojeg ti tečeš. Kada ja nestanem, ti nikada nisi ni bio. Što bi tvoj svijet bio bez mene?“ Od toga se Conan zamislio, ali je ipak uzeo mač i ubio Dooma. Kada su to vidjeli njegovi sljedbenici, svi su se razišli, osim jedne djevojke – Osriceve kćeri. 

## Nagrade
- Osvojen Zlatni globus ( najbolja nova ženska zvijezda Sandahl Bergman).
- Osvojena nagradu Saturn (najbolja glumica Sandahl Bergman).

## Zanimljivosti
- U filmu se spominje da je Conan Cimmerijanac. Taj narod je uistinu nekada postojao na današnjem teritoriju Ukrajine i južne Rusije.
- Prvotni scenarij kojeg je napisao Oliver Stone smjestio je priču u apokaliptičnu budućnost, ali je ta ideja na kraju odbačena.
- Max von Sydow je izjavio da je prihvatio ulogu u filmu samo da bi impresionirao svojeg unuka.
- I Schwarzenegger i Sandahl Bergman su sami izvodili svoje kaskaderske scene.
- Priča filma je zapravo obrada nekoliko Howardovih priča iz serijala o Conanu. Prizor u kojem je Conan prepušten lešinarima vezan za drvo je uzet iz priče A Witch Shall be Born, dok je scena kada Conan uzima mač mrtvog kralja u grobnici uzeta iz priče The Thing in the Crypt. Valeria se pojavljuje u priči Red Nails ali njen povratak iz mrtvih kako bi spasila Conana je uzet od drugog lika, Bêlit, Conanove ljubavi iz priče Queen of the Black Coast.

## Kritike
Kritike oko "Conana" su bile podvojene; za neke je film bio pravi pustolovni ep po uzoru na klasik "Nibelunzi (1924)" te su ga neki čak i proglasili najboljim filmom 1980-ih, dok su ga drugi odbacili kao jednostavan šund. Tako je nezadovoljni Vincent Canby pokudio film: "Conan je ekstremno duga, često nekoherentana, površno postavljena fantazija smiještena u prethistorijsku prošlost", kao i Ken Hanke koji je napisao: "Film je previše dosadan da bi bio barem i nenamjerno smiješan". S druge strane, Dragan Antulov je hvalio film: "Neproporcionalnost između popularnih i kritički priznatih filmova nije nešto što bi trebalo iznenaditi bilo kakvog gledatelja. No s druge strane, stvari katkada postaju pomalo osobne. U mojem slučaju, bio sam iznenađen sa niskom reputacijom jednog filma kojega ja smatram jednim od mojih najdražih remek-djela sedme umjetnosti. "Conan" Johna Miliusa je, po mojem skromnom mišljenju, jedan od 10 najboljih filmova ikada snimljenih. Ipak, kada ga spomenem prosječnim kritičarima, oni pokažu ili ignorantnost ili nezanimanje... Kako je vrijeme prolazilo, moj ukus za filmove se razvio dovoljno da mogu razlikovati komercijalni šund od prave umjetnosti, ali moja naklonost za "Conana" je ostala ista. Konačno, počeo sam razvijati svoju vlastitu teoriju o Miliusovom remek-djelu koja se može jednostavno sažeti sa - pojavio se u krivo vrijeme... Film je epska priča gdje su priča i likovi važniji od vizualnog stila ili nekih drugih atrakcija".

## Vanjske poveznice
- Conan barbarin u internetskoj bazi filmova IMDb-a
- Recenzije na Rottentomatoes.com (engl.)
- Fan site (engl.)